# Karol Hamerski
Karol Edward Hamerski (ur. 9 września 1893, zm. 26 listopada 1935 w Katowicach) – polski doktor praw, sędzia.

## Życiorys

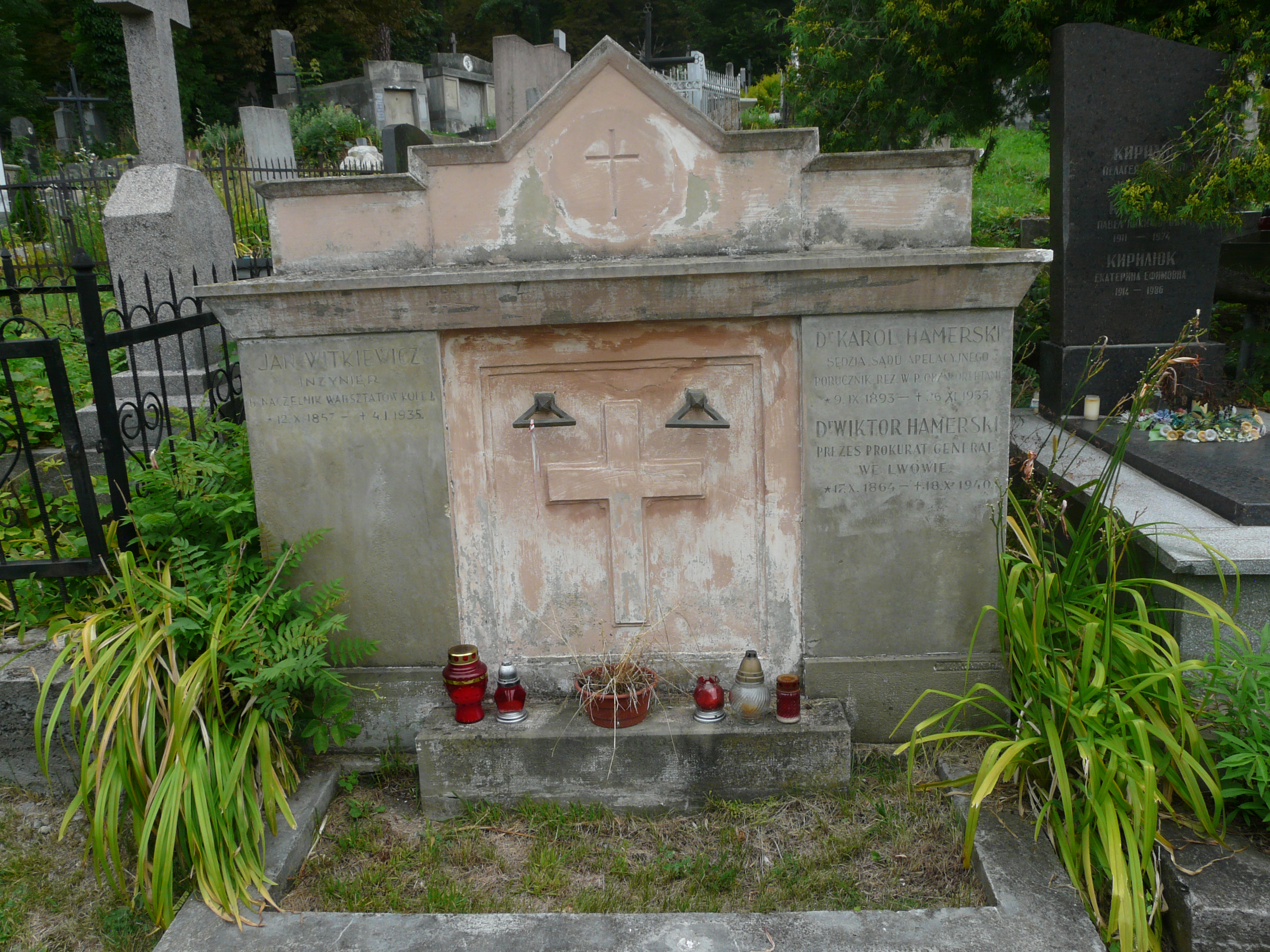
Grobowiec Karola Hamerskiego

Urodził się 9 lub 10 września 1893. We Lwowie ukończył gimnazjum oraz studia na Wydziale Prawa Uniwersytetu Lwowskiego, uzyskując tytuł doktora praw. 23 listopada 1917 rozpoczął aplikację sądową we Lwowie.
U kresu I wojny światowej brał udział w polskiej obronie Lwowa oraz w walkach w Małopolsce Wschodniej w ramach wojny polsko-ukraińskiej, za co otrzymał Odznakę Honorową „Orlęta” za dzielność w obronie Kresów Wschodnich. Po odzyskaniu przez Polskę niepodległości został przyjęty do Wojska Polskiego i awansowany na stopień porucznika rezerwy w korpusie oficerów sądowych. W 1934 jako porucznik rezerwy pozostawał w ewidencji Powiatowej Komendy Uzupełnień Katowice.
W okresie II Rzeczypospolitej był sędzią. Pracował jako sędzia zapasowy w Winnikach od czerwca 1922 do 1926. Następnie od 30 kwietnia 1926 pracował w Ministerstwie Sprawiedliwości. W 1927 został mianowany sędzią Sądu Okręgowego w Katowicach, jednak nadał pełnił służbę w MS, a obowiązki sędziego w katowickim SO objął 3 lutego 1931. 29 kwietnia 1934 został mianowany sędzią Sądu Apelacyjnego w Katowicach. Równolegle wykładał prawo cywilne w Szkole Handlowej w Katowicach. Był czynnym członkiem Zrzeszenia Sędziów i Prokuratorów RP, będąc członkiem zarządu Oddziału Śląskiego.
Zmarł 26 listopada 1935 w Katowicach w wieku 42 lat. Został pochowany w grobowcu rodzinnym na Cmentarzu Łyczakowskim we Lwowie 28 listopada 1935 (spoczął tam także Wiktor Hamerski 1864-1940).

## Publikacje
- Zarys polskiego prawa wekslowego (1926, współautor: Alfred Laniewski)[9]